# 自作
自作（じさく）とは、自分で作ること。英語では「self-made ○○」や「home-build ○○」、あるいは「DIY ○○」などと表現する。
自作とは、何かを自分で作ることであり、できあいの既製品を使うことと対比されている概念である。
たとえば、素材を加工して部品を作るところから行う方法もあるし、部品を買い集めるところから始めて部品を組み立てることで行う方法もある。キットを購入して自分で組み立てるのも、一応、自作の範囲に入る。
自作をおこなう人に特に限定は無い。アマチュアも専門家も行う。
その道の専門家や達人は、自身が使う道具を、時に自作することがある。たとえば高度に専門化、特殊化された作業を行うための道具や治具は、一般的ではないので市販されていないこともままあり、専門家は自分だけのために自分で作る、ということを行うことがあるのである。
アマチュアが趣味で作る場合は、専門家が作るものと比較すると、完成度という点で見劣りがすることもある。だが反対に、コスト度外視で制作されることで、市販の製品の性能を越える場合もある。
近年はYouTubeでさまざまなものを自作している動画が公開されている。
なお女性のそれなりの割合がセーターやカバンやアクセサリー類などを自分で作るということを行っており、そうして作ったものをSNSや写真交換サイトなどでさかんに公開しているが、女性はそうしたものを自分で作ることを呼ぶのに「手芸」や「手作り（ハンドメイド）」という言葉を好み、あまり「自作」とは言わない（男性の感覚・理屈で見ると本質的には「自作」に見えるのだが、彼女たちは布や糸でつくるものについて「自作」という言葉はほぼ使わない）。

## 歴史
石器の多くは自作されたものである。古代人は多くの道具を自作した。狩りに使う槍や弓などは自作された。
新たな分野を切り開く場合、しばしば既存の道具だけでは不十分となり、しばしば自作したものも用いることになる。
ガリレオやニュートンも望遠鏡を自作した。無線通信の黎明期を担った人々も、素朴な無線機を自作した。
20世紀をとおして無線機器の自作というのは行われてきた（自作 (アマチュア無線)）
戦後（20世紀後半）にはオーディオアンプを自作することや、スピーカーシステムを自作することも流行した。
1995年にWindows 95が登場すると、DOS/V仕様のパソコンを自作することも流行した（自作パソコン）。
デジタルコンピュータが安価になり広まると、ユーザの中で高い水準に到達した人の中にコンピュータ・プログラム特にアプリケーション・ソフトウェアを自作する人が増えた。
人類の歴史を振り返ると、もともと様々なモノは使う人自身が作っていたものであるが、分業化がおこなわれるようになり、それが過度になるにつれ、いつしか「作り手」と「使い手」が別である状況が当然視されるようになってしまい、モノが大量生産される時代が長くなってから、それ以前のようにあらためて「使い手自身が作る」ということを行ったときに、大昔には当然視されていて名前もつけられていなかった行為にあらためて名前をつけなければならなくなり、（いわばレトロニムで）「自作」と呼んでいる、とも言える。

## 自作に関する記事
- 自作パソコン[3]
- 自作 (アマチュア無線)

## ギャラリー

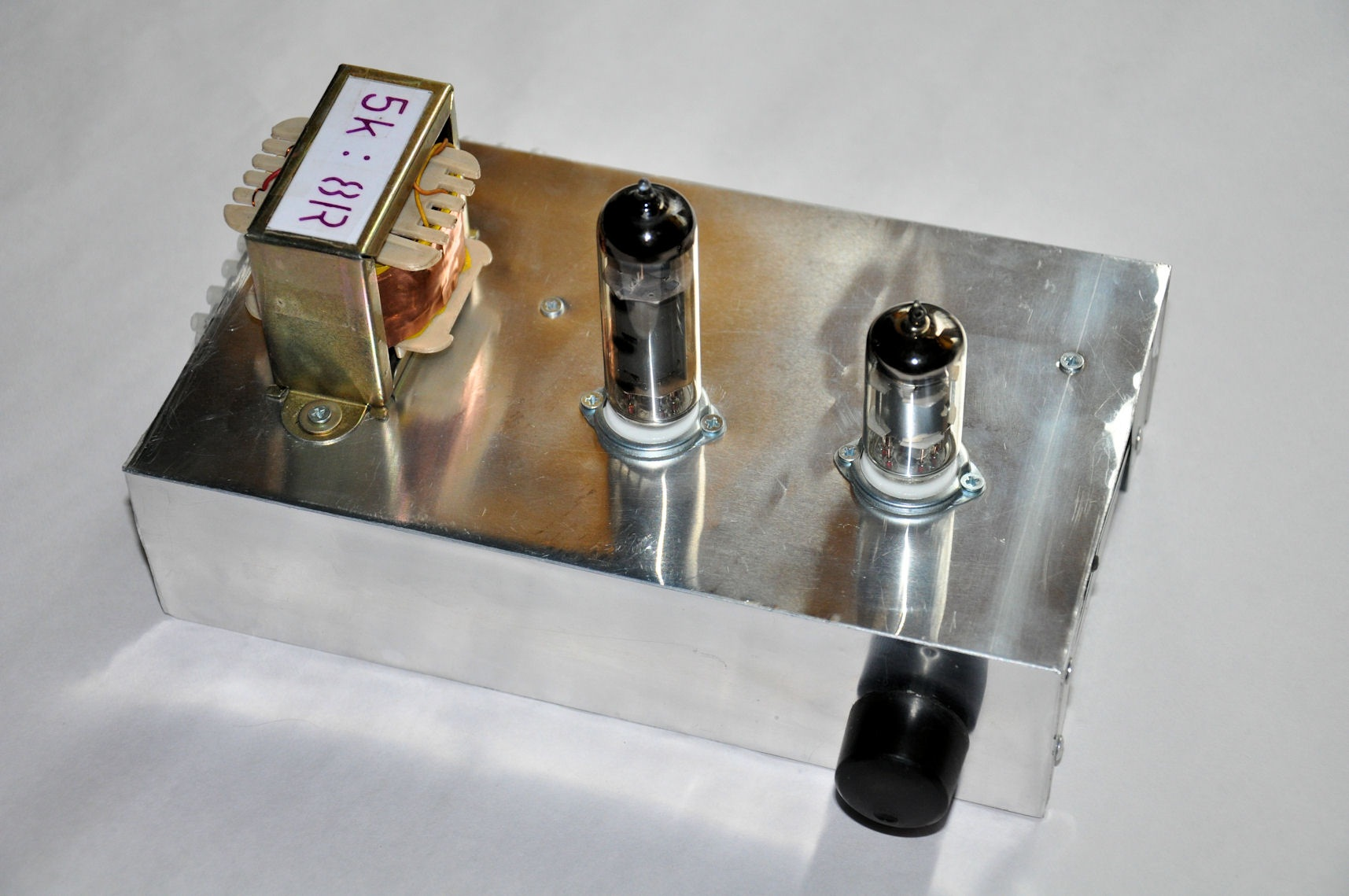
自作の真空管式アンプ（オーディオ装置）
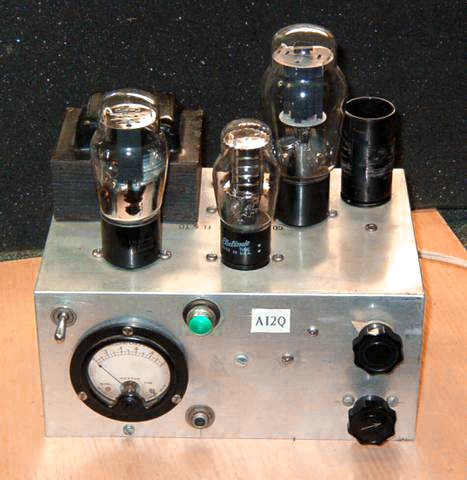
自作した 真空管式送信機
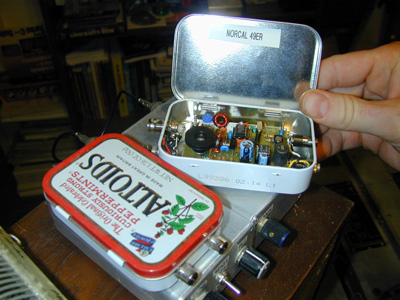
自作のトランシーバー（キャンディーの缶をケースに転用）
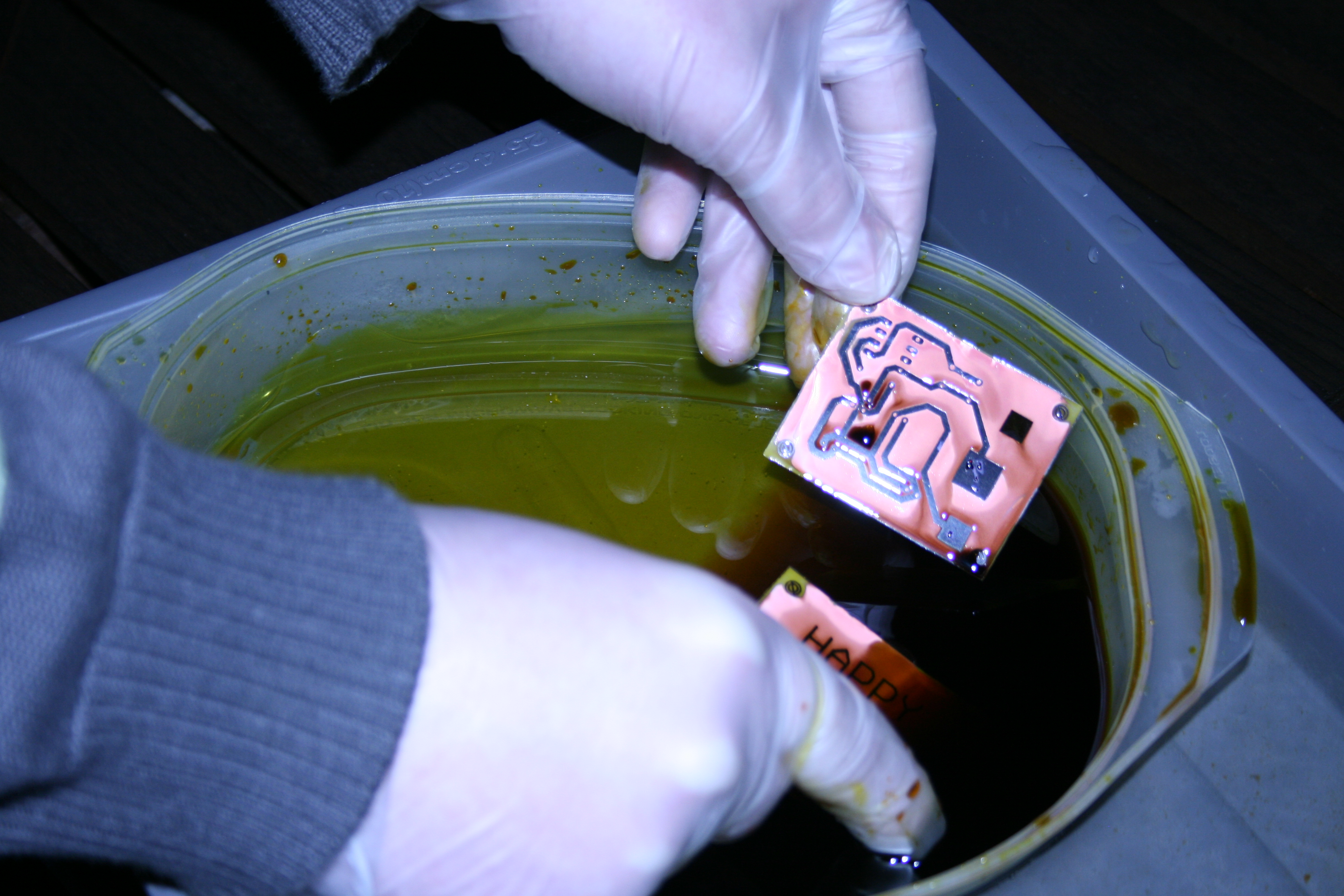
自分でエッチングしてつくる回路基板
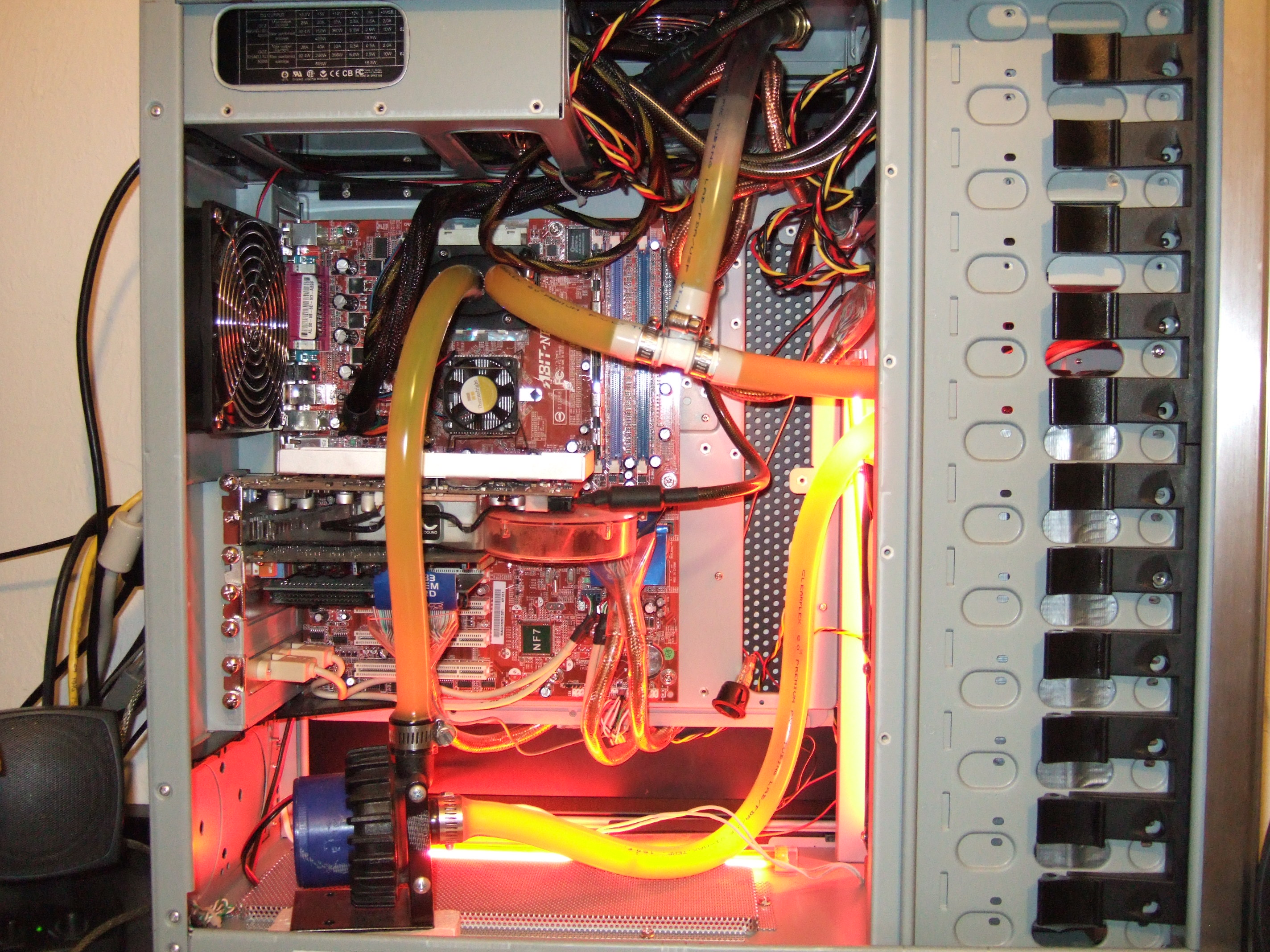
自作の水冷式パソコン
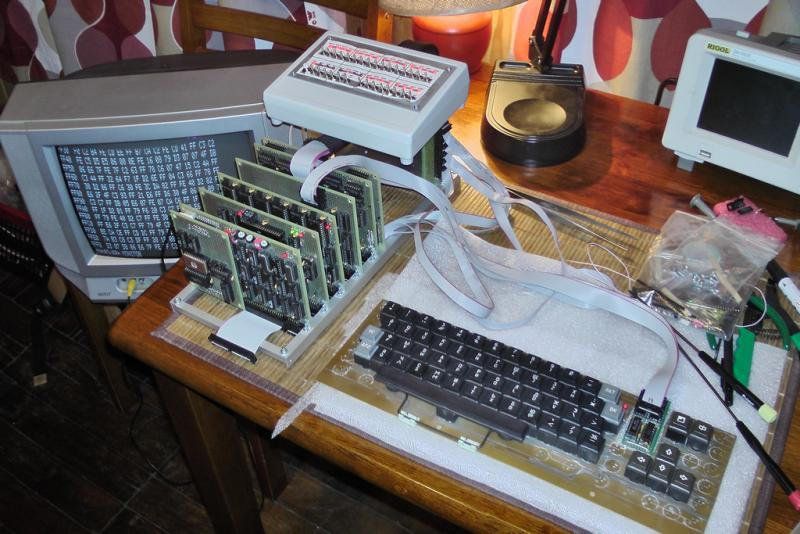
自作コンピュータ。Микро-80（マイクロ-80）、ロシア（ソヴィエト連邦）、1980年代。
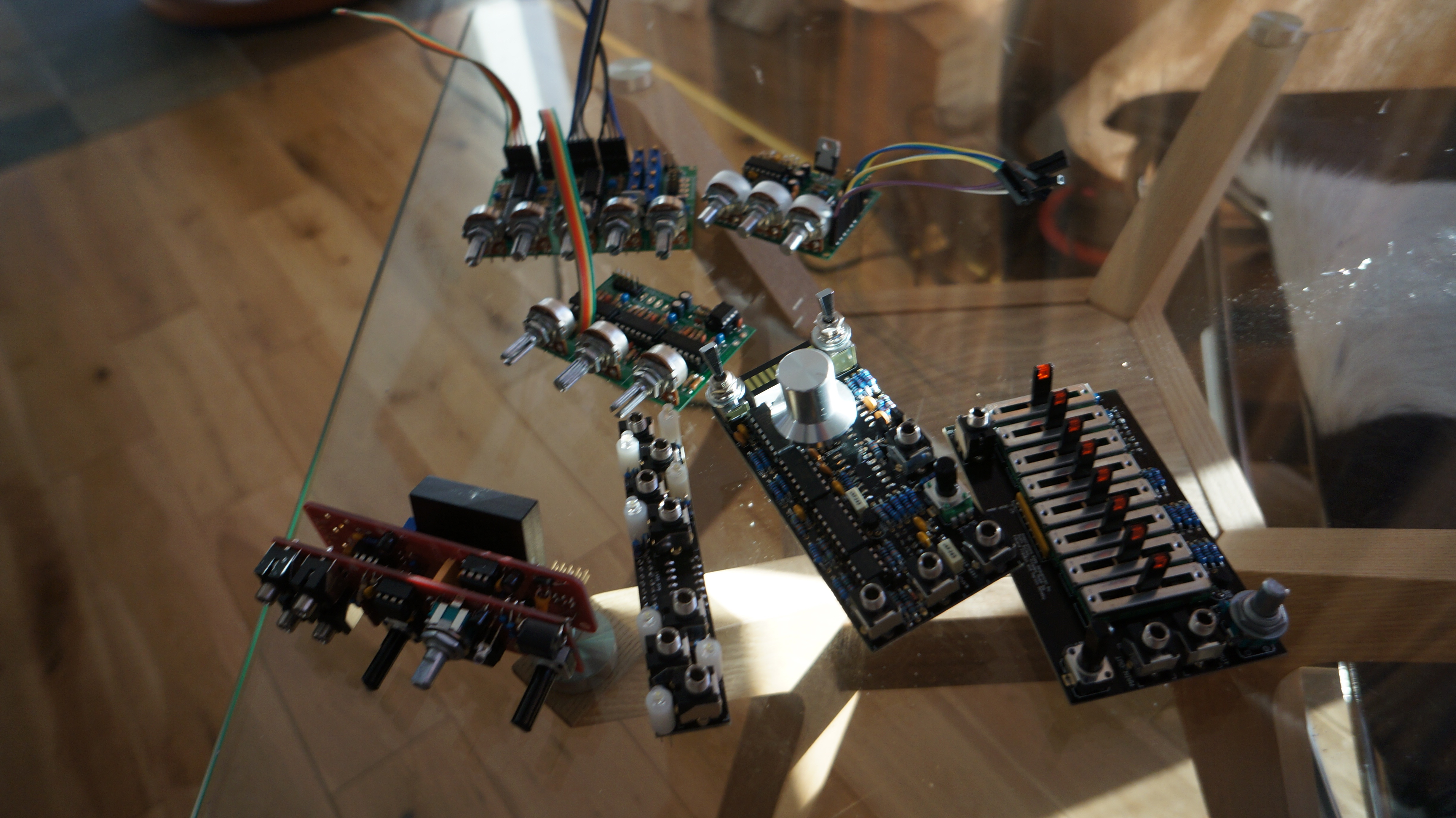
自作のモジュラー・シンセサイザー
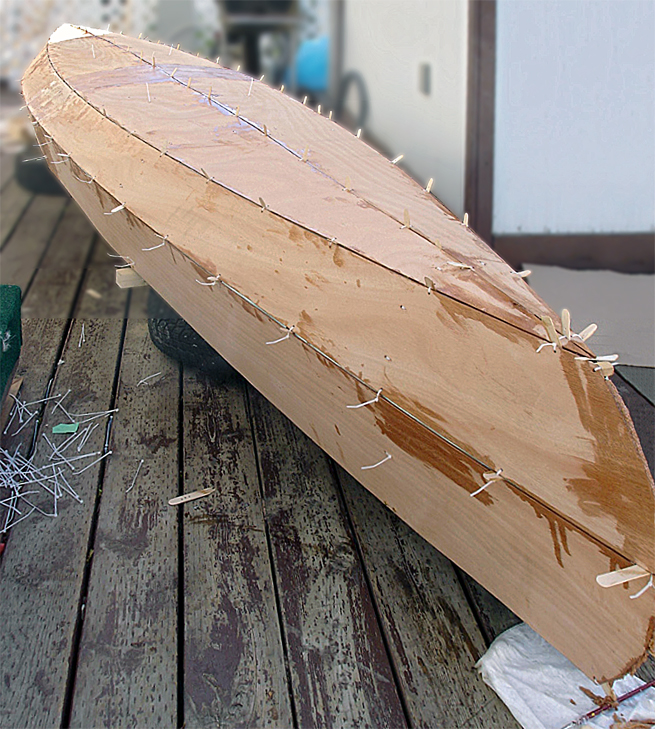
カヌーの自作
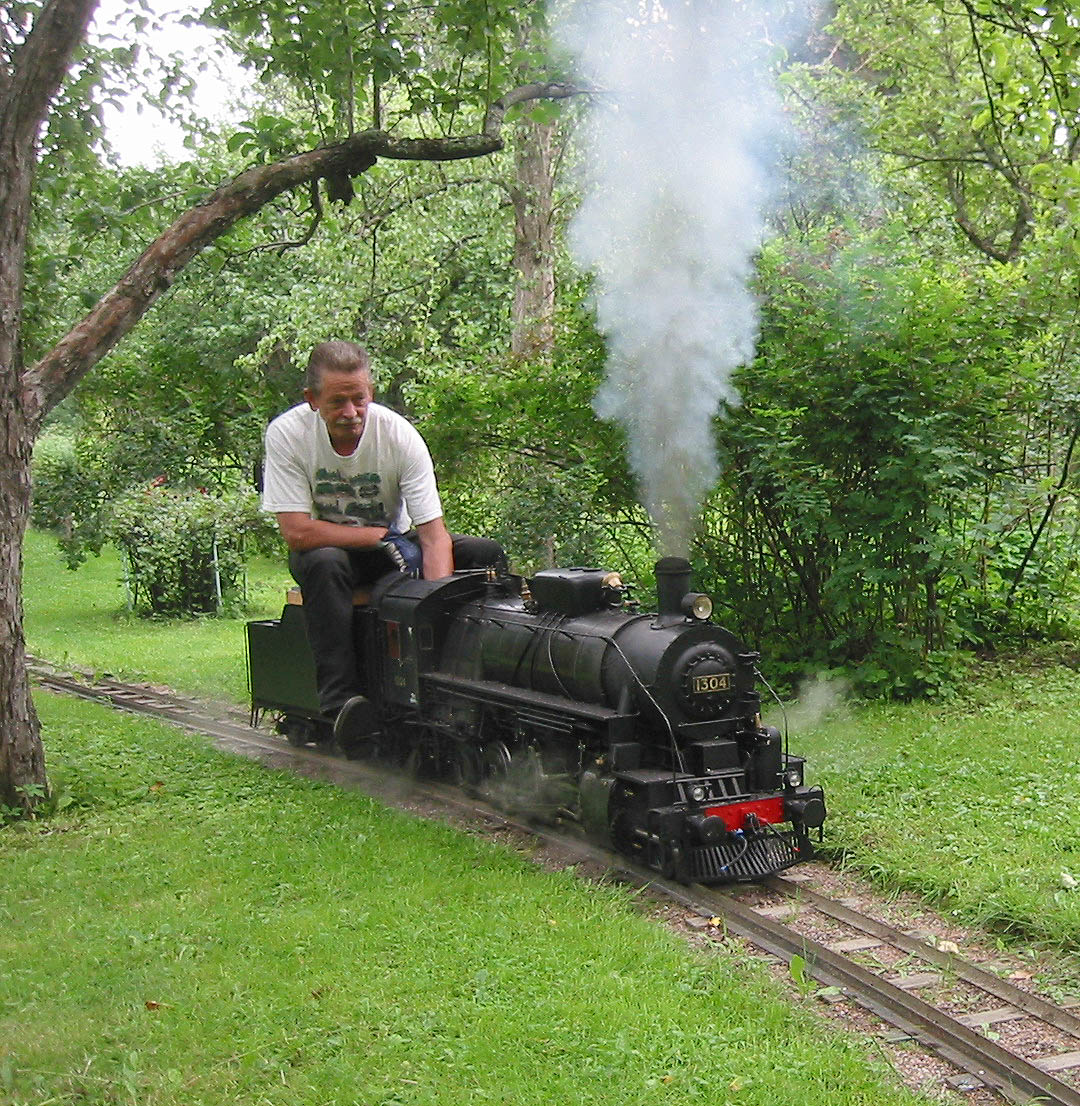
自作した小型の蒸気機関車
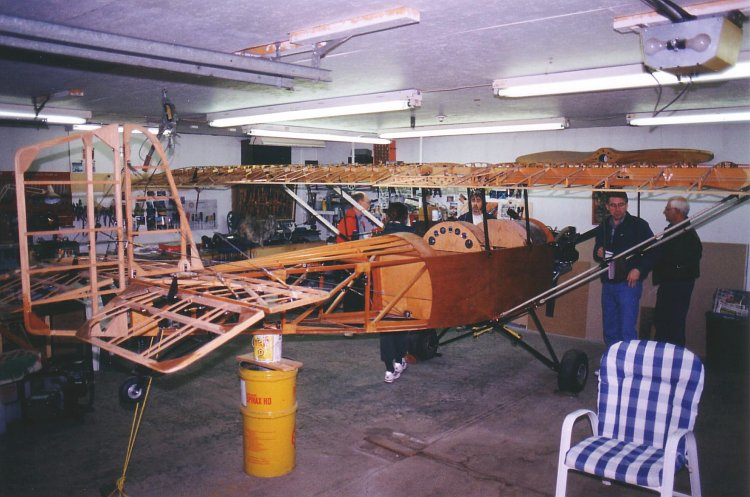
木製飛行機の自作
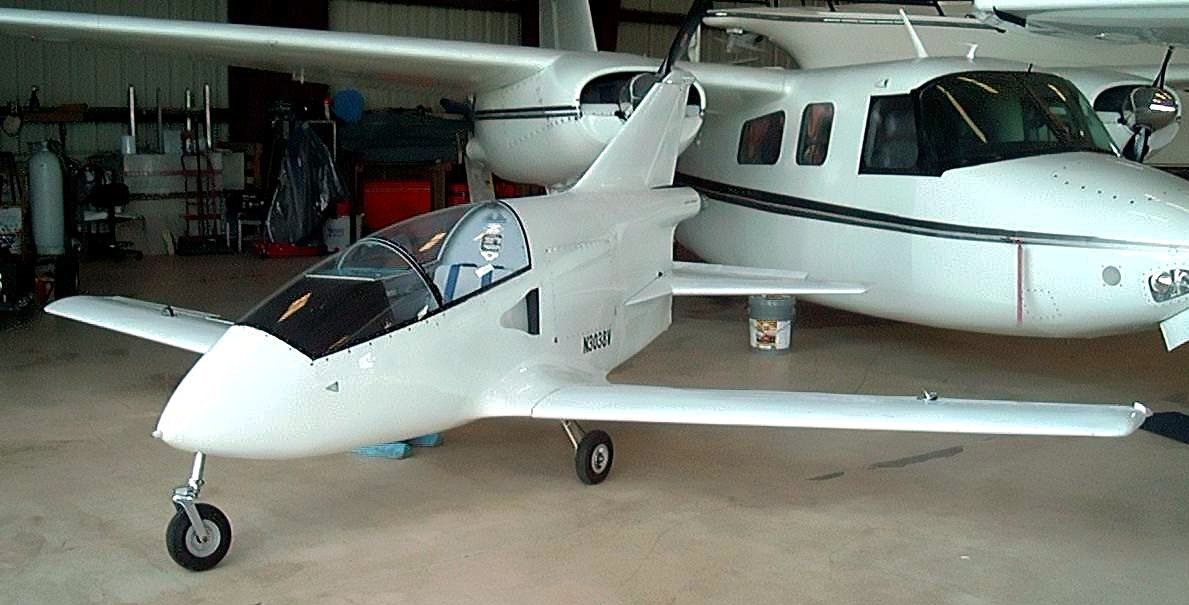
自作の小型ジェット機 Bd5j。（実際に人が乗り込んで飛行できる。Youtubeにも動画が公開されている。）
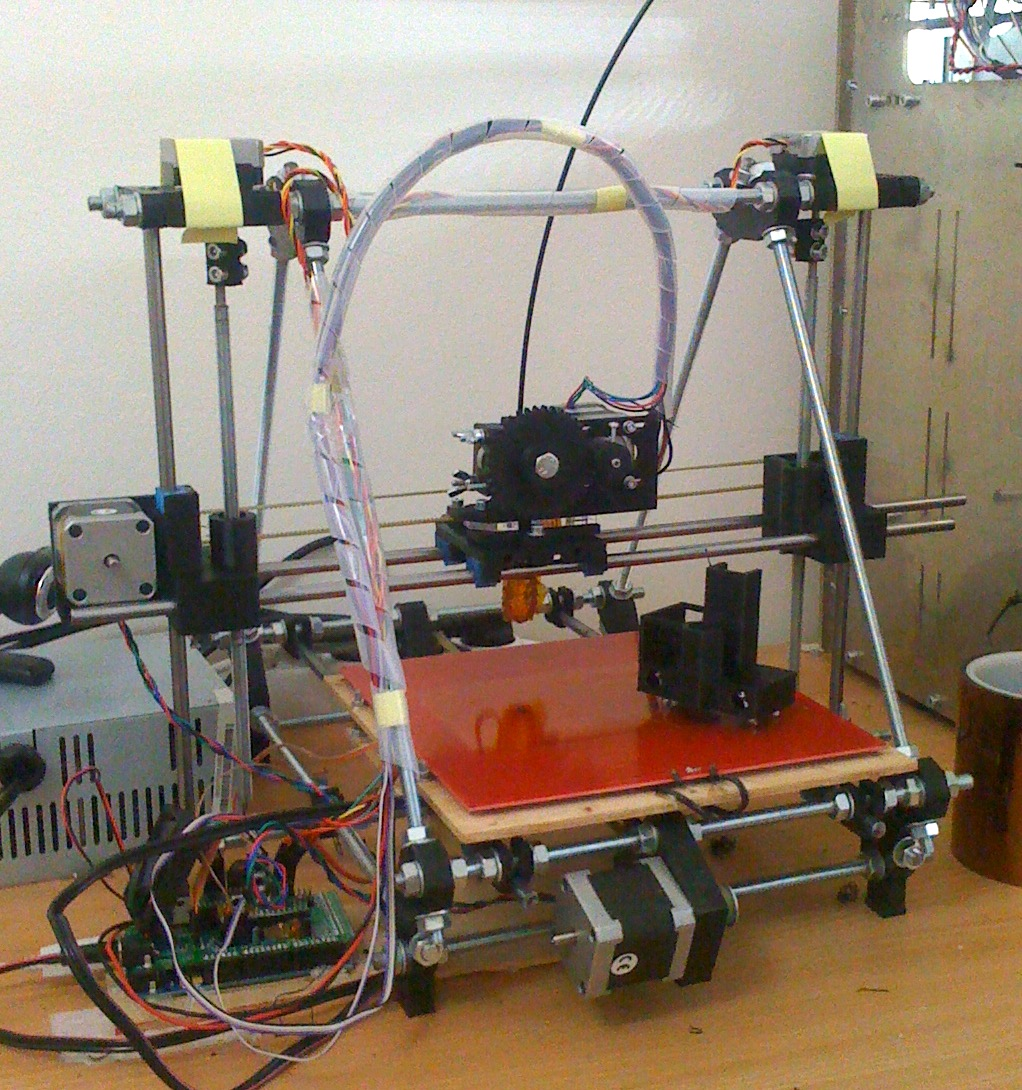
自作した3Dプリンター（Prusa Mendel）
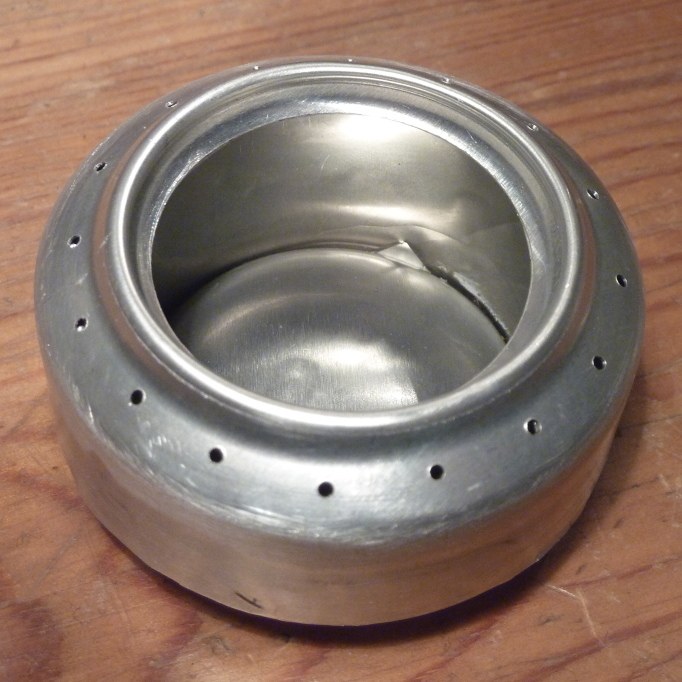
自作のアルコールストーブ